# Zeuctoboarmia
Zeuctoboarmia is een geslacht van vlinders van de familie spanners (Geometridae), uit de onderfamilie Ennominae.

## Soorten
- Z. albella Herbulot, 1981
- Z. amieti Herbulot, 1973
- Z. bipandata (Prout, 1915)
- Z. cataimena (Prout, 1915)
- Z. contortilinea (Warren, 1897)
- Z. corolla Herbulot, 1981
- Z. dargei Herbulot, 1981
- Z. hyrax (Townsend, 1952)
- Z. ingens Herbulot, 1973
- Z. lemairei Herbulot, 1981
- Z. octopunctata (Warren, 1897)
- Z. ochracea Herbulot, 1985
- Z. pectinata (Warren, 1897)
- Z. phantasma Herbulot, 1981
- Z. plantei Herbulot, 1981
- Z. ruandana Herbulot, 1981
- Z. sabinei (Prout, 1915)
- Z. severa Herbulot, 1973
- Z. seydeli (Prout, 1934)
- Z. simplex Prout, 1915
- Z. smithi (Warren, 1902)
- Z. syntropha (Prout, 1931)
- Z. translata Prout, 1915
- Z. viverra Herbulot, 1981
- Z. werneri (Rebel, 1917)